# تورمالین (فعال)
تورمالین (متولد ۲۰ ژوئیه ۱۹۸۳؛ قبلاً با نام رینا گوست شناخته می‌شد) یک فعال، فیلمساز و نویسنده ساکن شهر نیویورک است که در سال‌های بین ۲۰۱۶ تا ۲۰۱۸ در مرکز تحقیقات زنان برنارد، اقامت موقت داشت. او یک زن تراجنسی است که خود را کوییر معرفی می‌کند. تورمالین بیشتر به خاطر فعالیت‌هایش در حوزه‌های تراجنسی و عدالت اقتصادی از طریق کارهایش در پروژه وکالتی سیلویا ریورا و عدالت اقتصادی کوییر شناخته می‌شود. در سال ۲۰۱۷، وی با همکاری سردبیران اریک استنلی و یوهانا برتون، کتاب «دریچه مخفی: تولیدات فرهنگی ترنس و سیاست دیده شدن» را ویرایش کرد. این کتاب بخشی از مجموعه‌ای با عنوان «گلچینهای انتقادی در هنر و فرهنگ توسط مطبوعات MIT» می‌باشد.